# Baseball-Bundesliga 1967
Die Baseball-Bundesliga 1967 war die dritte Saison der Baseball-Bundesliga. Den Titel, den dieselben 5 Mannschaften wie im Vorjahr ausspielten, konnten erstmals die Colts 45 aus Darmstadt gewinnen, die den Titelverteidiger VfR Mannheim auf den 2. Platz verweisen konnten.

## Tabellenstand am Ende der Saison
|    | Team                       | G | V | Pct. | GB |
| -- | -------------------------- | - | - | ---- | -- |
| 1. | Rot-Weiß Darmstadt Colt 45 |   |   |      |    |
| 2. | VfR Mannheim               |   |   |      |    |
| 3. | Bayern München             |   |   |      |    |
| 4. | TB Germania Mannheim       |   |   |      |    |
| 5. | SV Waldhof                 |   |   |      |    |